# ماتیلده بلژیک
ملکه ماتیلده (زادهٔ ۲۰ ژانویهٔ ۱۹۷۳ در اوکل) ملکهٔ مشروطه کنونی بلژیک است. او همسر فیلیپ بلژیک است که در ۲۱ ژوئیه ۲۰۱۳ پس از کناره‌گیری پدرش از مقام سلطنت، به پادشاهی رسید.